# 瓦基弗银行女排俱乐部
瓦基弗银行女排俱乐部（英語：VakıfBank Sports Club），是一間位於土耳其伊斯坦布尔的女排俱乐部，成立於1986年，曾四次（2013年、2017年、2018年及2021年）奪得世界女排俱乐部锦标赛冠军和四度（2010–11赛季，2012–13赛季，2016–17赛季及2017–18赛季）獲得欧洲女排冠军联赛冠军，而在土耳其女排超級聯賽則收獲14次冠軍，為現時世界頂尖的職業女子排球俱乐部之一。
喬瓦尼·吉德提擔任瓦基弗银行主教練一職至今超過十年，是少數在豪門球隊執教時間最長的主教練。在他的帶領下瓦基弗银行成功成身為世界第一的女排職業球隊。在2012-13年赛季，球队赢得所有47場比赛的勝利，包括歐洲冠軍聯賽的12場、土耳其女排联赛的29場比賽和土耳其杯的6場比賽。在2012年10月23日至2014年1月22日期間瓦基弗银行連續獲得73場胜利。成功打入金氏世界紀錄。此记录如今已经被意大利的科内俱乐部打破。
在2017-18年赛季及2021-2022賽季，瓦基弗銀行在世界女排俱樂部錦標賽、歐洲女排冠軍聯賽、土耳其女排联赛、土耳其女排超級杯及土耳其女排杯均奪得冠軍寶座，實現賽季大滿貫。

## 历史
瓦基弗银行女排俱乐部是在两个独立团队Vakıfbank和GüneşSigorta合并后成立的。Vakıfbank最初是一个設在安卡拉的球队，但合并后移至伊斯坦布尔。瓦基弗银行女排曾經以VakıfbankGüneşSigorta，VakıfbankGüneşSigortaTürkTelekom（VGSTT）和VakıfbankTürkTelekom名称经营。
瓦基弗银行女排在2011年，2013年和2017年赢得了三次联赛过程中不败的欧洲女排冠军联赛冠军，并且是欧洲女排冠军联赛历史上唯一不败的冠军。在1998和1999年的欧洲女排冠军联赛中也获得亚军。除此之外，瓦基弗银行女排赢得了2013年和2017年世界女排俱乐部锦标赛，2004年的CEV顶级球队杯和2008年的CEV挑战杯冠军，在2000年的欧洲联盟杯中名列第三。瓦基弗银行女排由意大利人喬瓦尼·吉德提执教，在2012-13赛季曾經赢得全部47场比赛，其中包括欧冠（12场），土耳其联赛（29场）和土耳其杯（6场）。本赛季之后，他们保留了2013-14赛季大部分球和教练组，并且几乎没有什么变化。在之後的賽季繼續引入各國的名將（如來自美國、塞爾維亞、荷蘭的國手），甚至引入亞洲球手，例如日本的木村沙織，以及效力三個賽季的中國國手朱婷。
2015年至2018年其間，瓦基弗银行分別引進了米蘭娜·拉錫、羅莉克·斯洛積斯、金伯利·希爾、朱婷、凱爾西·羅賓遜。她們帶領瓦基弗银行走向另一個輝煌時刻。她們加盟其間為瓦基弗银行帶來2座土耳其女排聯賽冠軍、2座土耳其盃冠軍、2座歐洲女排冠軍聯賽冠軍、2座世界女排俱樂部錦標賽冠軍。
2019年起，瓦基弗银行引進了全新的外緩，例如加布里埃拉·桂馬萊絲、伊莎貝爾·哈克、蜜雪兒·巴特-赫克利及基亞卡·奧博古等。她們再次為瓦基弗银行走向另一個巔峰時刻。為瓦基弗银行帶來2座土耳其女排聯賽冠軍、2座土耳其盃冠軍、1座歐洲女排冠軍聯賽冠軍、1座世界女排俱樂部錦標賽冠軍，更在2021-2022賽季實現賽季大滿貫。
2022年，當今世界上首屈一指的接應寶拉·艾格努加盟瓦基弗银行一年，贏得了歐洲女排冠軍聯賽及土耳其盃。
2024年，瓦基弗银行再次引進了全新的外緩，包括基埃拉·范·雷克、卡泰麗娜·博塞蒂、瑪麗娜·馬爾科娃及袁心玥。

## 球隊名單
球員名單 - 2025/2026賽季
| 球衣 | 球员                  | 生日           | 身高 (m) | 位置     |
| ---- | --------------------- | -------------- | -------- | -------- |
| 1    | 海倫娜·卡佐特         | 1997年12月17日 | 1.84     | 主攻     |
| 3    | 詹蘇·奧茲巴依         | 1996年10月17日 | 1.82     | 二傳     |
| 5    | 阿伊恰·阿伊卡奇（L）  | 1996年2月27日  | 1.76     | 自由球員 |
| 6    | 貝爾卡·布賽·厄茲登    | 2004年4月16日  | 1.85     | 副攻     |
| 7    | 基亞卡·奧博古         | 1995年4月15日  | 1.88     | 副攻     |
| 11   | 西拉·恰利甚坎         | 1996年12月16日 | 1.83     | 二傳     |
| 15   | 德尼茲·烏亞尼克       | 2001年6月25日  | 1.95     | 副攻     |
| 16   | 艾琳·薩里奧盧（L）    | 1995年7月21日  | 1.68     | 自由球員 |
| 17   | 德里亞·塞貝吉奧盧     | 2000年10月24日 | 1.82     | 主攻     |
| 18   | 澤赫拉·居內什         | 1999年7月7日   | 1.94     | 副攻     |
| 19   | 蒂亞娜·博斯科維奇     | 1997年3月8日   | 1.94     | 接應二傳 |
| 22   | 加布里埃拉·奧爾沃索娃 | 2001年1月28日  | 1.91     | 接應二傳 |
| 23   | 瑪麗娜·馬爾科娃       | 2001年1月27日  | 1.99     | 主攻     |
| 24   | 卡塔琳娜·拉佐維奇     | 1999年9月12日  | 1.85     | 主攻     |
| 35   | 內希爾·庫爾圖蘭（L）  | 2000年2月6日   | 1.68     | 自由球員 |

- 主教练： 乔瓦尼·吉德提

## 知名球员
- 高茲德·吉爾達爾·松（英语：Gözde Kırdar Sonsırma）（1999－2018）
- 巴哈爾·托克索伊（英语：Bahar Toksoy）（2007-2015）
- 奧茲格·克爾達爾·塞貝爾奇（英语：Özge Kırdar Çemberci）（2008－2012）
- 耶莱娜·尼科利奇（2008－2014）
- 吉贊·古雷森（英语：Gizem Güreşen）（2009－2015）
- 黛比·斯塔姆-皮隆（英语：Debby Stam）（2009－2010）
- 艾謝·居爾卡伊納克（2010－2022）
- 瑪格麗特·格林卡-莫根塔爾（英语：Małgorzata Glinka-Mogentale）（2010－2013）
- 克里斯蒂安·福斯特（2011－2014）
- 纳兹·埃德米尔（2012－2018）
- 约瓦娜·布拉科切维奇（2012－2014）
- 木村沙織（2012－2013）
- 哈蒂傑·厄爾格（2012－2021）
- 卡罗琳娜·科斯塔格兰德（2013－2015）
- 屈布拉·阿克曼（2013－2023）
- 謝拉·卡斯特羅（2014－2016）
- 蘿賓·德·克魯伊夫（2014－2016）
- 米蘭娜·拉錫（2014－2021）
- 安妮·布伊斯（2015－2016）
- 羅莉克·斯洛積斯（2015－2019）
- 金伯利·希爾（2015－2017）
- 朱婷（2016－2019）
- 凱爾西·羅賓遜（2017－2019）
- 瑪雅·奧珍洛域（2019－2021）
- 加布里埃拉·桂馬萊絲（2019－2024）
- 伊莎贝尔·哈克（2019－2022）
- 蜜雪兒·巴特-赫克利（2020－2022）
- 基亞卡·奧博古（2021－2024）
- 寶拉·艾格努（2022－2023）
- 妮卡·達爾德羅普（2022－2023）
- 卡拉·巴傑馬（2022－2023）
- 莎拉·范·阿伦（2023－2024）
- 阿里·弗蘭蒂（2023－2024）
- 喬丹·湯普森（2023－2024）
- 碧安卡·布莎（2023－2024）
- 瑪麗娜·馬爾科娃（2024－）
- 卡泰麗娜·博塞蒂（2024－2025）
- 基埃拉·范·雷克（2024－2025）
- 袁心玥（2024－2025）
- 蒂亞娜·博什科維奇（2025－）
- 卡塔琳娜·拉佐維奇（2025－）
- 海倫娜·卡佐特（2025－）

## 主要成绩

### 国际赛事
- 世界女排俱乐部锦标赛
  -  冠军（4）：2013、2017、2018、2021
  -  亚军（3）：2011、2022、2023
  -  季军（2）：2016、2019
- 歐洲女排冠軍聯賽
  -  冠军（6）：2011、2013、2017、2018、2022、2023
  -  亚军（5）：1998、1999、2014、2016、2021
  -  季军（2）：2015、2019
- CEV女排盃
  -  冠军（1）：2004
- 欧洲女排挑战杯
  -  冠军（1）：2008
- Women's Top Volley International
  -  冠军（1）：2008

### 国内赛事
- 土耳其女排联赛: 
  -  冠军（14）: 1992、1993、1997、1998、2004、2005、2013、2014、2016、2018、2019、2021、2022、2024
  -  亞军（1）: 2012
  -  季军（2）: 2017、2023
- 土耳其女排超級杯: 
  -  冠军（5）: 2013、2014、2017、2021、2023
  -  亞军（6）: 2010、2015、2018、2019、2020、2022
- 土耳其女排杯（英语：Turkish Women's Volleyball Cup）: 
  -  冠军（9）: 1995、1997、1998、2013、2014、2018、2021、2022、2023

## 獎項
- 国际水星杰出成就奖: 社交媒体管理金奖、电视广告金奖、体育视频荣誉奖、体育视频铜奖
- PRIDA Communication Awards: Creative Content Production（第一名）、Social Media Usage（第二名）、Facebook Special Award、Most Successful Marketing
- 第67届土耳其吉列《国民报》年度体育盛典: 埃尔多安·德米伦（Erdoğan Demirören ）大奖
- The Hammers Awards: 最佳社會責任溝通團隊
- 2021年奧坎大學體育獎: 年度最佳團隊、年度最佳體育經理、年度最佳女運動員
- 第22屆金羅盤獎: 土耳其品牌獎

金氏世界紀錄
直到2024年，瓦基弗银行女排俱乐部一共獲得3個金氏世界紀錄：
- 連續贏得最多官方比賽的的球隊
- 世界女排俱樂部錦標賽獲勝次數最多的球隊
- 歐洲女排冠軍聯賽獲勝次數最多的球隊

## 历史名称
- 1986－1999: Güneş Sigorta
- 1999－2009: Vakıfbank Güneş Sigorta
- 2009－2011: Vakıfbank Güneş Sigorta Türk Telekom
- 2011－2012: Vakıfbank Türk Telekom
- 2012－: VakıfBank Spor Kulübü